# 能登商船
能登商船株式会社（のとしょうせん）は、石川県七尾市に本社のあった海運会社である。能登半島の沿岸航路及び周辺島嶼を連絡する定期航路を運航していた。

## 概要
明治期以来、能登半島沿岸では海上定期航路の運航が行われてきたが、能登内外の民間資本による競争が繰り返されたのち、合併によって一本化された北洋汽船が不採算により撤退したことから、1918年（大正7年）に県の主導によって丸中汽船株式会社が設立された。丸中汽船は自動車（バス）輸送にも進出するなど、積極的な経営を行ったが、1932年（昭和7年）に七尾線が穴水駅まで延伸開業し、さらに1935年（昭和10年）に省営自動車が穴水 - 飯田間で営業を開始したことから、経営が困難になり、1938年（昭和13年）に沿岸航路の運航を廃止することになった。同年春には大雪により陸上交通が杜絶する事態も発生しており、海上交通の必要性が認識され、翌1939年（昭和14年）、石川県と珠洲・鳳至・鹿島三郡の出資によって能登商船株式会社が設立された。運航開始までの間は七尾海運が暫定的に航路を維持、6月1日に航路を継承し、運航を開始した。
太平洋戦争中の1943年（昭和18年）には戦時統合により、能登島航路を運航していた能登島汽船等を併合し、社名を能登沿岸商船株式会社としたが、戦後の1950年（昭和25年）、元の能登商船株式会社に改名している。戦争直後の時期、沿岸航路としては七尾 - 小木間を運航し、輸送力不足が顕著だったことから、1947年（昭和22年）には石川県の支援によって別会社能登振興株式会社が設立され、翌1948年（昭和23年）より新造船によって七尾 - 飯田航路の運航を開始したものの、採算が合わず、1950年12月に航路を能登商船に譲渡している。
戦後は七尾 - 小木・飯田の沿岸航路と能登島への離島航路を運営し、1961年（昭和36年）には当時定住者のなかった舳倉島への観光定期航路を開設した。沿岸航路は1960年代以降、陸上交通の改善により衰退し、1964年（昭和39年）に国鉄能登線が開通すると利用者は激減した。1977年（昭和52年）には高速船を投入して夏期には増便したものの、「五五年の小木港乗降客は年間七五五人で、一日二、三人程度」と万策尽き、1982年（昭和57年）運航休止に至った。一方、能登島航路は1966年（昭和41年）にカーフェリーが就航し、以降能登商船の経営を支える存在となったが、1982年（昭和57年）4月に能登島大橋が開通して能登島と本土が陸路で結ばれたのに伴い廃止され、能登商船も10月に解散となった。
舳倉島航路は1972年（昭和47年）に通年運航となり、1980年（昭和55年）5月、関係自治体出資の第三セクター・へぐら航路株式会社が新たに設立、移管された。もと能登商船の航路としては唯一、2024年現在も運航されている。

## 航路
1955年（昭和30年）現在の航路は下記の通りである。

### 沿岸航路
- 七尾 - 宇出津 - 小木

距離21.59浬、一日2往復。
- 七尾 - 小木 - 松波 - 飯田 - 蛸島

距離32.40浬、一日1往復。
航路休止時点では、下記の航路となっていた。
- 七尾 - 和倉 - 宇出津 - 小木 - 飯田[9]

距離70km、一日1往復。

### 能登島航路
- 七尾 - 日出ヶ島 - 野崎 - 鰀目 - 祖母ヶ浦 - 前波 - 甲

距離14.04浬、一日1往復。他に七尾 - 鰀目1往復。
- 七尾 - 須曽 - 佐波

距離5.40浬、一日3往復。
- 七尾 - 和倉 - 半ノ浦 - 高毛 - 通 - 田尻 - 閨 - 無関 - 南

距離13.50浬、一日1往復。
- 七尾 - 三宝 - 鵜浦 - 大ノ木 - 江泊 - 百海 - 庵 - 佐々波

距離13.50浬、一日1往復。
1966年にカーフェリーが就航すると、島内道路の整備と合わせて航路の集約が順次行われ、廃止時点では下記カーフェリー航路のみが運航されていた。
- 七尾 - 須曽[9]

距離7km、一日5 - 7往復。
須曽港は1973年7月1日以降、佐波に新設されたフェリー埠頭発着となった。

### 舳倉島航路
1961年に舳倉島航路が開設された。当初は夏期のみの季節運航であった。
- 輪島 - 舳倉島[10]

距離50.0km、5月から9月の季節運航・一日1往復。
1972年4月3日より通年運航。

## 船舶

### 航路廃止時点の船舶
- 隼[11]

1978年3月進水、三保造船所建造、高速船。
43.64総トン、登録長15.87m、型幅4.00m、型深さ1.5m、軽合金製、ディーゼル2基、機関出力650ps、航海速力26ノット、旅客定員58名。
七尾 - 和倉 - 宇出津 - 小木 - 飯田航路に就航。
- 第8あさひ[9]

1963年1月進水、鋼製。
26.68総トン、ディーゼル1基、機関出力75ps、航海速力8.0ノット、旅客定員57名。
七尾 - 甲航路に就航。晩年は休航となっていた。
- あすなろ丸[12]

1963年4月竣工、中村造船鉄工所建造、特定船舶整備公団共有。
83.31総トン、登録長21.50m、型幅5.00m、型深さ2.20m、鋼製、ディーゼル1基、機関出力250ps、航海速力10.5ノット、旅客定員100名（舳倉島航路）・250名（平水）。
木造客船「桐丸」で運航されていた舳倉島航路に就航。後述の「くれない丸」就航後は各航路の予備船となった。
- はまなす[13]

1966年4月20日竣工、中村造船鉄工所建造。
111.45総トン、全長27.60m、型幅7.00m、型深さ2.40m、ディーゼル1基、機関出力200ps、航海速力9.0ノット、旅客定員150名。
能登島航路のフェリー化第一船。防予汽船「ときわ」と同型。航路廃止後千当海運に売船。
- 第二はまなす[15]

1969年7月竣工、同月31日就航、福本造船建造。
115.70総トン、登録長23.81m、型幅7.00m、型深さ2.40m、ディーゼル1基、機関出力200ps、航海速力9.0ノット、旅客定員150名。
能登島航路のカーフェリー第二船。
- フェリーのと[9]

1973年6月進水。
199.00総トン、ディーゼル1基、機関出力750ps、航海速力11.5ノット、旅客定員250名。
能登島航路のカーフェリー。
能登島大橋開通後、能登海上観光の運航により、曲 - 穴水航路に就航、のち備讃フェリーに売船、「びさん」に改名。

### 過去の船舶
- 菊丸[8]

1940年2月進水。
54.24総トン、登録長21.4m、型幅3.6m、型深さ1.4m、木造、焼玉機関、機関出力95ps、航海速力7.0ノット、旅客定員41名。
- 第一海安丸[18]

1940年5月6日、七尾海運より買船。もと丸中汽船「第一尾湾丸」
48総トン、登録長20.0m、型幅4.1m、型深さ2.0m、木造、焼玉機関、機関出力59ps
- 桐丸[20]

1942年7月進水、丸中汽船建造。
47.53総トン、木造、焼玉機関、機関出力80ps、航海速力7.0ノット、旅客定員36名。
- 楓丸[17]

1942年7月進水。
47.53総トン、木造、焼玉機関、機関出力80ps、航海速力7.0ノット、旅客定員36名。
- 日吉丸[8]

1936年3月進水。
40.00総トン、木造、焼玉機関、機関出力65ps、航海速力7ノット、旅客定員34名。
- 能登島丸[8]

1940年4月進水。
21.81総トン、木造、焼玉機関、機関出力46ps、航海速力7.0ノット、旅客定員40名。
- すみれ丸[8]

1936年8月進水、丸中汽船建造。
27.14総トン、木造、焼玉機関、機関出力45ps、航海速力7.5ノット、旅客定員51名。
- 第一東島丸[8]

1936年12月進水。用船
23.46総トン、木造、焼玉機関、機関出力46ps、航海速力7.0ノット、旅客定員34名。
- 萩丸[17]

1947年9月進水、三菱日本重工七尾工作所建造。もと「七尾丸」
29.50総トン、登録長17.40m、型幅3.60m、型深さ1.65m、木造、焼玉機関、機関出力78ps、航海速力7.0ノット、旅客定員47名。
- 藤丸[17]

1948年11月進水、三菱日本重工七尾工作所建造。
51.85総トン、登録長20.05m、型幅4.80m、型深さ2.35m、鋼製、焼玉機関、機関出力120ps、航海速力9.0ノット、旅客定員41名（平水3時間未満100名）。
- さつき丸[17][21]

1957年4月進水、清水造船所建造。
34.73総トン、木造、焼玉機関→ディーゼル、機関出力65→100ps、航海速力7.0→8ノット、旅客定員73→103名。
- ゆり丸[21]

1961年6月進水、佐賀造船建造。
39.22総トン、登録長17.51m、型幅4.32m、型深さ1.81m、木造、ディーゼル1基、機関出力120ps、最大速力9.5ノット、旅客定員93名。
- くれない丸[22]

1963年2月竣工、1972年4月3日就航（買船）、金輪船渠建造、船舶整備公団共有、もと中村海運の奄美 - 喜界航路船。
150.52総トン、登録長29.54m、型幅5.80m、型深さ2.60m、鋼製、ディーゼル1基、機関出力600ps、航海速力12ノット、旅客定員116名。
「あすなろ丸」に代わって舳倉島航路に就航し、通年運航が可能となった。